# Schatkaart

Een schatkaart is een kaart waarop wordt aangegeven waar een verborgen schatkist te vinden is. 

## Verhalen

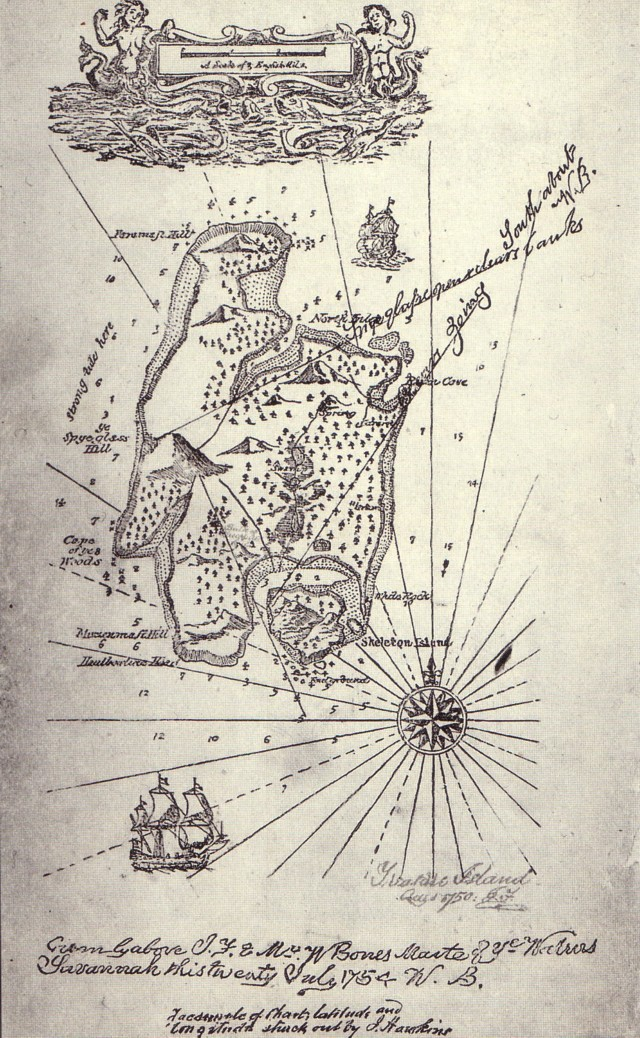
Een schatkaart in het jeugdboek Schateiland (Treasure Island)

Schatkaarten komen veelvuldig voor in verhalen, en dan vooral sprookjes en piratenverhalen. Er bestaan eeuwenoude piratenverhalen waarin zeerovers hun buit noodgedwongen in schatkisten moesten verstoppen op een eiland. Om deze schat jaren later weer terug te kunnen vinden werd een schatkaart getekend, vaak op perkament. 
Die kaart raakt dan - soms eeuwen later - in handen van iemand anders.
Een schatkaart is dikwijls niet precies in weergave. Alleen het belangrijkste staat er schematisch en snel op getekend. Zo wordt een boom (van bovenaf) getekend als een wolkje. Om aan te geven hoe de schat te vinden is wordt er op een schatkaart veelvuldig gebruikgemaakt van pijltjes, en uiteindelijk een (vaak rood) kruis: de plek waar de schat begraven ligt. 
Volgens de verhalen is het voor de vinder van een schatkaart nog een hele puzzel om de schat te vinden - als hij er nog ligt.

## Schatkaarten in televisieseries, films en boeken
Schatkaarten komen, mede vanwege hun geheimzinnige karakter, veelvuldig voor in televisieseries, boeken, strips en films. Een aantal voorbeelden hiervan zijn:
- Het jeugdboek Schateiland (Treasure Island) van Robert Louis Stevenson
- Het geheim van de schatkaart, een verhaal van Bassie en Adriaan.
- De Kuifje-albums Het geheim van de Eenhoorn en De schat van Scharlaken Rackham.
- Verhalen van Donald Duck
- De Nederlandse jeugdserie Thomas en Senior
- Verhalen van Samson & Gert
- Het stripboek van Roodbaard: Het spookschip
- De film The Goonies
- De Jommeke-albums De schat van de zeerover en Wie zoekt die vindt
- De film De Kabouterschat van Kabouter Plop.
- Het boek De graaf van Monte-Cristo van Alexandre Dumas.

## Beroemde schatkaarten
Beroemde schatkaarten, die waarschijnlijk ook echt (hebben) bestaan zijn onder andere:
- De schatkaart van Sukari
- De schatkaart van Henry Morgan